# Apodanthera moqueguana
Apodanthera moqueguana là một loài thực vật có hoa trong họ Cucurbitaceae. Loài này được Mart.Crov. mô tả khoa học đầu tiên năm 1956.